# Farní vikář
Farní vikář (často též zvykově kaplan) je v katolické církvi kněz ustanovený v určité farnosti k tomu, aby společně s duchovním správcem dotyčné farnosti a pod jeho vedením pracoval v pastorační službě. Zejména v dřívější době často býval farní vikář označován zvykově jako kaplan (v některých českých diecézích je toto označování uznané biskupskou konferencí). V nyní platném Kodexu kanonického práva (CIC) z roku 1983 je postavení farního vikáře upraveno zejména v kánonech 545 až 552.
Farního vikáře ustanovuje místní ordinář; jestliže to považuje za vhodné, učiní tak až po projednání s duchovním správcem dotyčné farnosti a s příslušným děkanem či okrskovým vikářem. Farní vikář je zpravidla povinen pomáhat duchovnímu správci v celé farní službě s výjimkou sloužení mše za lid.
V jedné farnosti může být jmenováno i více farních vikářů, popřípadě může být farní vikář ustanoven jen pro část farnosti, pro určitou skupinu křesťanů v určité farnosti nebo i pro více farností (to však není obvyklé). Při uvolnění úřadu duchovního správce přebírá farní vikář (je-li jich více, pak nejstarší z nich z hlediska jmenování) prozatímně správu farnosti až do ustanovení administrátora.
V praxi bývá novokněz zpravidla ustanoven farním vikářem v některé z větších farností a teprve po několika letech je mu svěřena funkce duchovního správce.

## Typy farních vikářů
Od účinnosti CIC 1983 je znám pouze jeden typ farního vikáře. Před rokem 1983 existovalo více typů farních vikářů, konkrétně CIC 1917 stanovil těchto pět typů:
- vicarius actualis (kánon 471) – duchovní správce farnosti, která byla svěřena (inkorporována) klášteru, kapitule nebo jiné právnické osobě; ustanovoval jej diecézní biskup na návrh představeného kláštera či kapituly. Podle nového kodexu vykonávají tyto funkce farář nebo administrátor.
- vicarius oeconomus, ekonom (kánony 472 a 473) – duchovní správce, který měl být jmenován co nejrychleji od začátku sedisvakance farnosti pro dohled nad ekonomikou a správou; v praxi byl obvykle označován jako administrator intercalaris (dočasný správce). Podle novější úpravy tuto funkci plní záhy dosazovaný administrátor.
- vicarius substitutus, substitut (kánon 474) – zastupoval faráře po dobu jeho dovolené nebo jiné nepřítomnosti ve farnosti delší než 10 dnů; určoval jej diecézní biskup na návrh faráře předkládaný spolu se žádostí o svolení k nepřítomnosti
- vicarius adiutor, adjutor (kánon 475) – kněz vypomáhající faráři, který nemohl pro nemoc, stáří, duševní poruchu, nezkušenost, slepotu nebo jinou trvalou vadu náležitě plnit úkoly svého úřadu; rozsah výpomoci byl stanoven ve jmenovacím dekretu (mohlo jít o veškeré činnosti nebo například jen o činnost kazatelskou, zpovědní nebo kancelářskou)
- vicarius cooperator, kooperátor (kánon 476) – kněz vypomáhající faráři v rozlehlé farnosti nebo farnosti se značným počtem farníků; tento zdaleka nejčastější typ vikáře byl obvykle označován jako kaplan

## Některé farnosti s místem farního vikáře
V České republice bývají farní vikáři ustanovováni většinou v těchto farnostech:
- v pražské arcidiecézi: Beroun, Kladno, Kolín, Praha-Holešovice, Praha-Hostivař, Praha-Chodov, Praha-Smíchov, Praha-Stodůlky, Praha-Strašnice, Praha-Vinohrady u sv. Ludmily, Praha-Vinohrady u Nejsvětějšího Srdce Páně, Řevnice, Vlašim
- v litoměřické diecézi: Česká Lípa, Chomutov, Jablonec nad Nisou, Kadaň, Křešice, Liberec, Litoměřice u Všech svatých, Mladá Boleslav (dva farní vikáři), Příchovice, Varnsdorf
- v královéhradecké diecézi: Červený Kostelec, Česká Třebová, Dobruška (dva farní vikáři), Dvůr Králové nad Labem, Havlíčkův Brod, Horní Jelení, Hradec Králové (dva farní vikáři), Chotěboř, Chrudim, Jičín, Kostelec nad Orlicí (dva farní vikáři), Kutná Hora (dva farní vikáři), Náchod, Nové Město nad Metují, Pardubice (dva farní vikáři), Sebranice, Ústí nad Orlicí (dva farní vikáři), Vysoké Veselí
- v českobudějovické diecézi: Bechyně, Březnice, České Budějovice u sv. Mikuláše (čtyři farní vikáři), České Velenice, Český Krumlov, Jindřichův Hradec (dva farní vikáři), Pelhřimov, Prachatice, Tábor, Sušice (dva farní vikáři)
- v plzeňské diecézi: Klatovy, Ostrov, Rokycany, …
- v olomoucké arcidiecézi:
- v brněnské diecézi: Boskovice, Brno u sv. Jakuba, Brno u sv. Petra a Pavla, Brno u sv. Tomáše, Brno-Zábrdovice, Hodonín, Moravský Krumlov, Osová Bítýška, Tišnov, Velké Meziříčí, Vranov nad Dyjí, …
- v ostravsko-opavské diecézi: Kravaře (tři farní vikáři), Nový Jičín (dva farní vikáři), Třinec, …

Farním vikářem však může být ustanoven také například dosavadní duchovní správce farnosti, který pro svůj věk už nemůže nebo nechce vykonávat úřad duchovního správce v plném rozsahu, nebo jeden z řeholních kněží, jemuž je místním ordinářem svěřena správa nějaké farnosti.